# S/2003 J 2
القمر S/2003 J 2 هو قمر طبيعي غير نظامي يتحرك بحركة تراجعية تابع لكوكب المشتري.
و ينتمي هذا القمر إلى مجموعة باسيفي المكونة جميعها من أقمار غير نظامية وتتحرك بحركة تراجعية دائرة حول المشتري على مسافة تتراوح بين 22.8 و24.1 جيجامتر وزاوية ميلان تتراوح تقريباً بين 144.5° و158.3°.

## اكتشافه
اكتشف هذا القمر فريق من علماء الفلك من جامعة هاواي بقيادة سكوت شيبارد وديفيد جويت في 4 مارس من عام 2003 م.

## خصائصه
يدور هذا القمر حول كوكب المشتري على مسافة متوسطة تبلغ 29,540 ميغامتر في 981.55 يوماً، بزاوية ميل يبلغ قدرها 154° في اتجاه (152° من خط الاستواء في المشتري) حسب مسير الشمس مع شذوذ مداري يبلغ قدره 0.2255.
و يبلغ قطر هذا القمر حوالي كيلومترين اثنين.